# Gary Mackay
Pour les articles homonymes, voir Mackay.
Gary Mackay (né le 23 janvier 1964 à Édimbourg) est un joueur de football international écossais, reconverti comme agent de joueurs, après avoir été aussi entraîneur.

## Carrière en club
La carrière de Gary Mackay s'est quasiment intégralement déroulé à Heart of Midlothian, où il détient le record de matches officiels (640 en tout dont 516 en championnat). Il finit ensuite sa carrière à Airdrieonians pendant deux saisons.

## Carrière d'entraîneur
Après la fin de sa carrière de joueur à Airdrieonians, en 1999, il entraîna cette même équipe pendant une saison. Mais les difficultés financières du club (qui l'amenèrent à se mettre en banqueroute deux ans plus tard) obligèrent celui à rompre le contrat de Mackay trop onéreux pour le remplacer par Steve Archibald.
Il s'est ensuite reconverti comme agent de joueurs, représentant des joueurs comme Garry O'Connor, Christophe Berra et Lee Wallace.
Mackay est impliqué dans l'action de prévention contre le racisme « Show Racism the Red Card ».

## Carrière internationale
Durant sa carrière, il connaît quatre sélections avec l'Écosse, toutes sous le règne d'Andy Roxburgh. Il n'a marqué un seul but lors de se première sélection.

### Détail des sélections
| Sélection | Date             | Lieu                                                | Compétition                  | Résultat | Adversaire      | Titulaire/Remplaçant                      | Maillot n° |
| --------- | ---------------- | --------------------------------------------------- | ---------------------------- | -------- | --------------- | ----------------------------------------- | ---------- |
| 1re       | 11 novembre 1987 | Stade national Vassil Levski, Sofia, Bulgarie       | Éliminatoires de l'Euro 1988 | V 1-0    | Bulgarie        | remplace Paul McStay (46e) buteur (87e)   | 12         |
| 2e        | 2 décembre 1987  | Stade de la Frontière, Esch-sur-Alzette, Luxembourg | Éliminatoires de l'Euro 1988 | N 0-0    | Luxembourg      | Remplace Derek Whyte (62e)                | 12         |
| 3e        | 17 février 1988  | Malaz Stadium, Riyad, Arabie saoudite               | Match amical                 | N 2-2    | Arabie saoudite | remplace Paul McStay (63e)                | 15         |
| 4e        | 22 mars 1988     | Ta' Qali Stadium, Attard, Malte                     | Match amical                 | N 1-1    | Malte           | Titulaire remplacé par Jim McInally (55e) | 11         |